# Церква Різдва Богородиці в Терешках
Церква Різдва Богородиці — колишній костел в Терешках, Антонінської громади Хмельницької області.

## Історія
Збудований на замовлення Владислава та Казимири Грохольських навпроти власного палацу, що не зберігся. У підвалі костелу вони планували зробити гробниці.
На відкриття храму з'їхалися пани з усієї Волинської губернії. Дружина власника маєтку похована у мармуровій гробниці в костелі.
Після революції 1917 року Владислав Грохольський намагався втекти з України, проте помер по дорозі. Його тіло повернули у Терешки і заховали у склепі на сільському кладовищі.
В 1920-х рр. більшовики влаштували тут зерносклад.
У 1942 р. окупаційна німецька адміністрація дозволила проводити в храмах богослужіння православним оскільки католиків в селі майже не залишилось.
25 червня 2005 р. знову відбулось освячення храму православними служителями.
27 травня 2014 р. в храм влучила блискавка, від якої згорів купол та дах.

## Опис
Висота споруди — 38 метрів. Орган для Терешківського костелу привезено з Італії. На одному з пінаклів на вході прибудували православну баньку з хрестом.

## Галерея

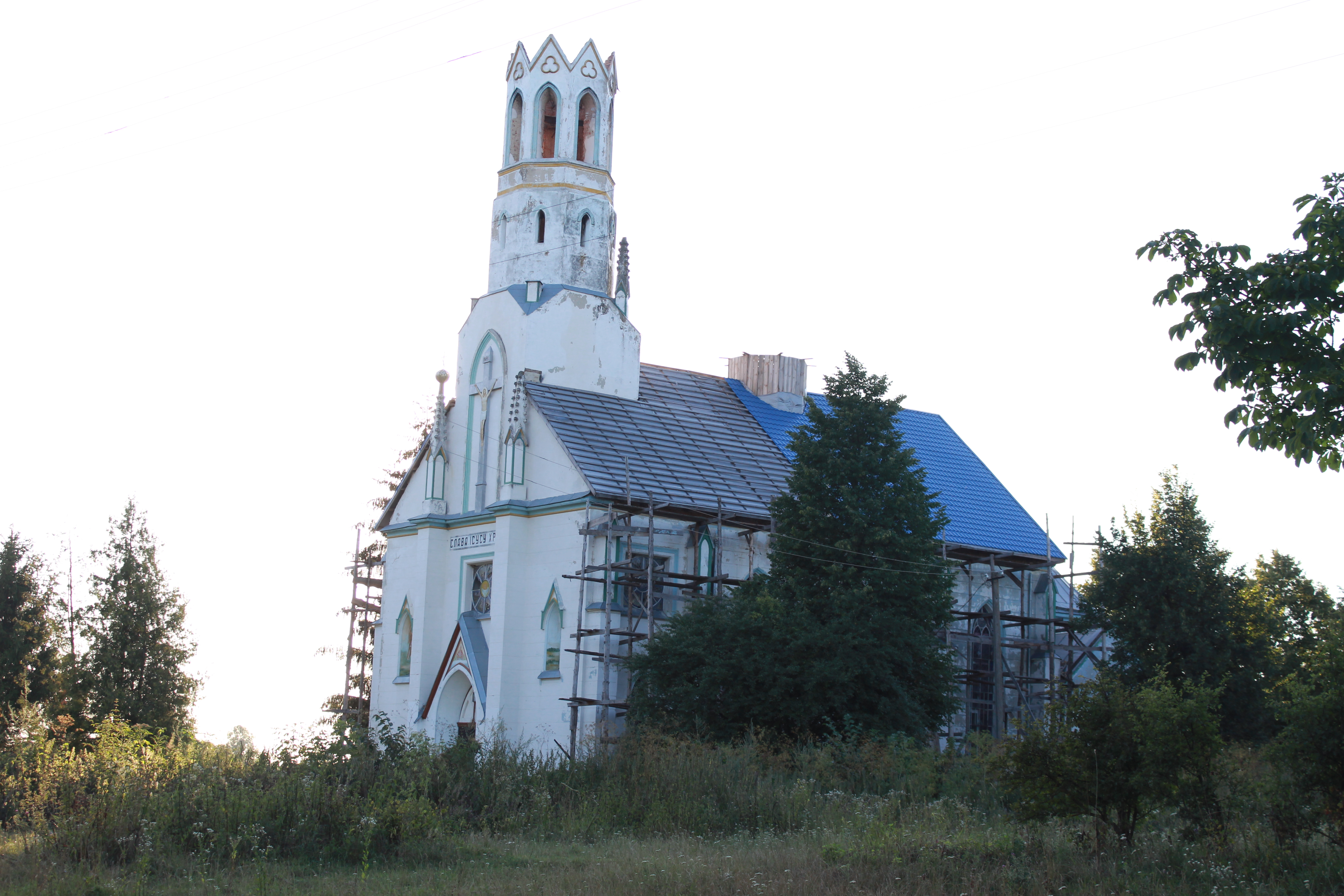
Костел після удару блискавки
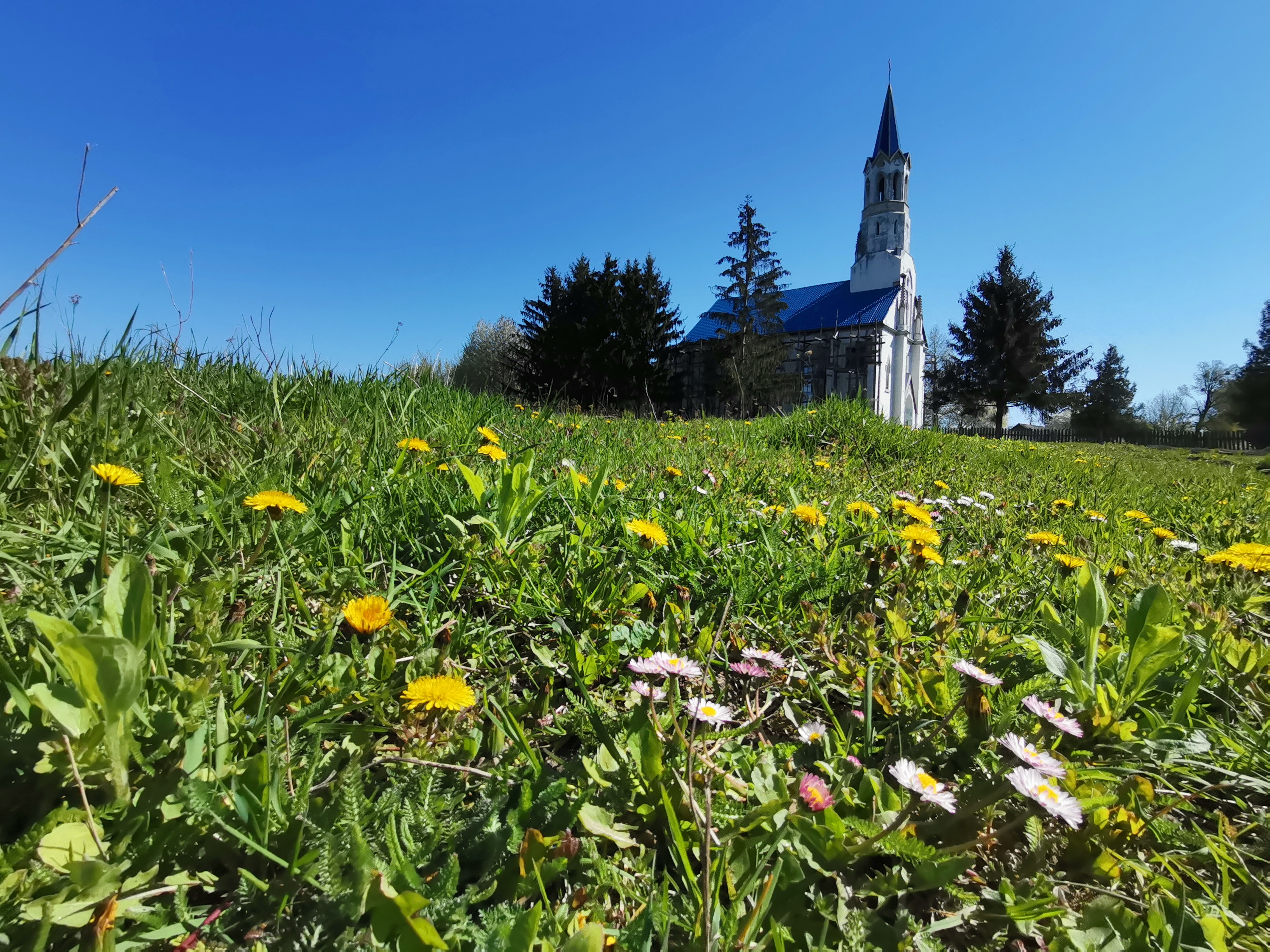
Вид з боку річки
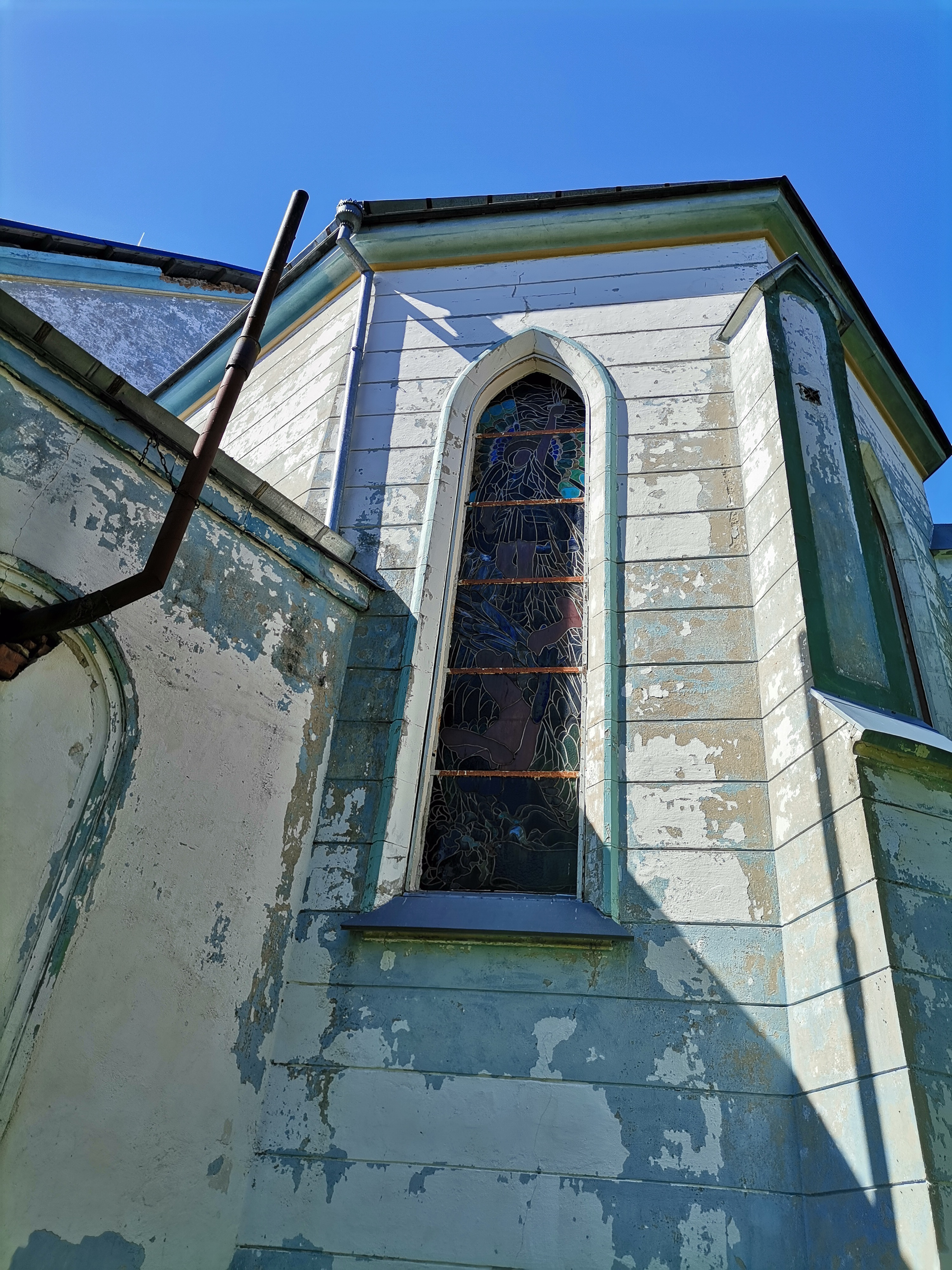
Вітраж
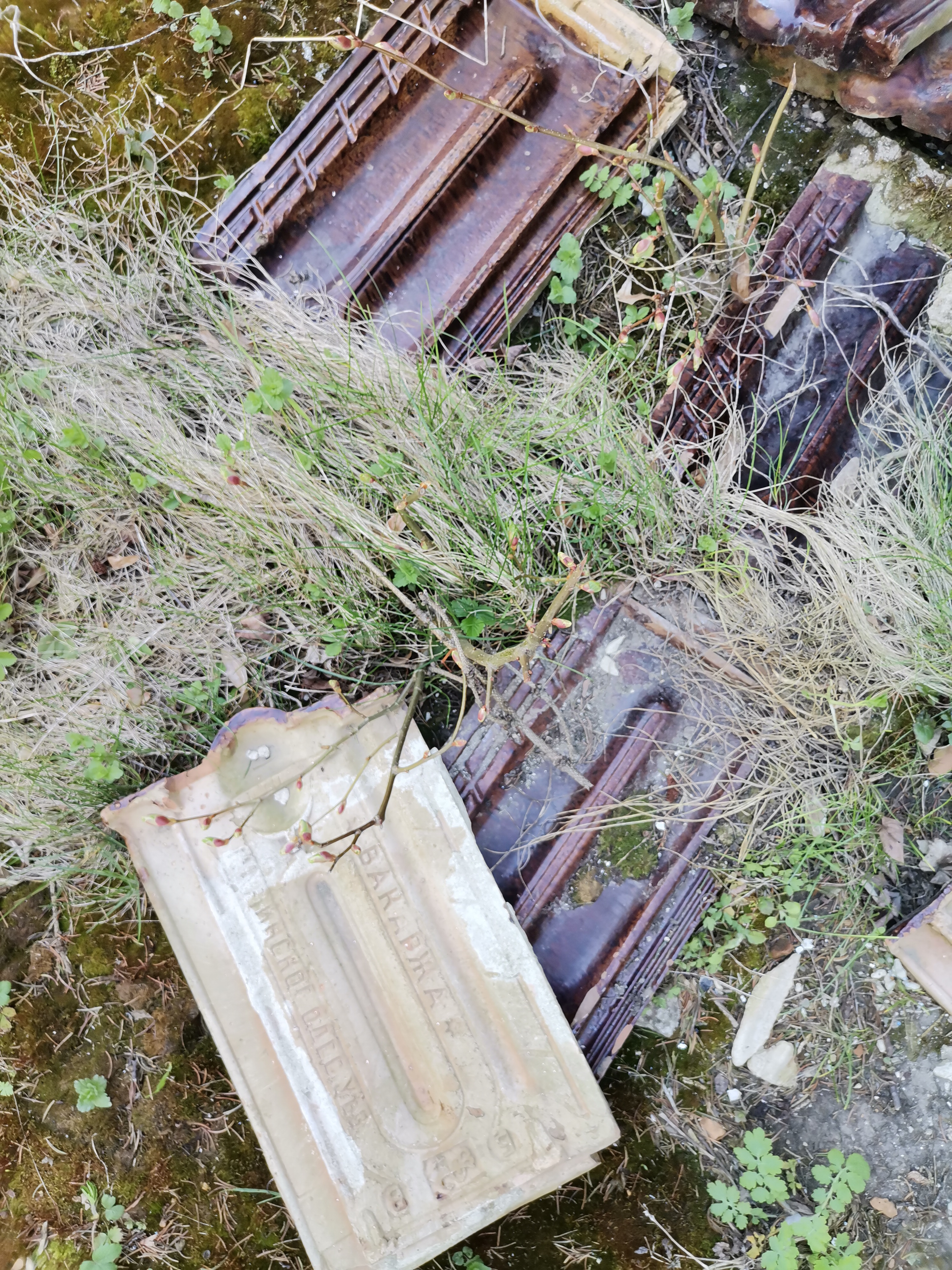
Стара черепиця під костелом
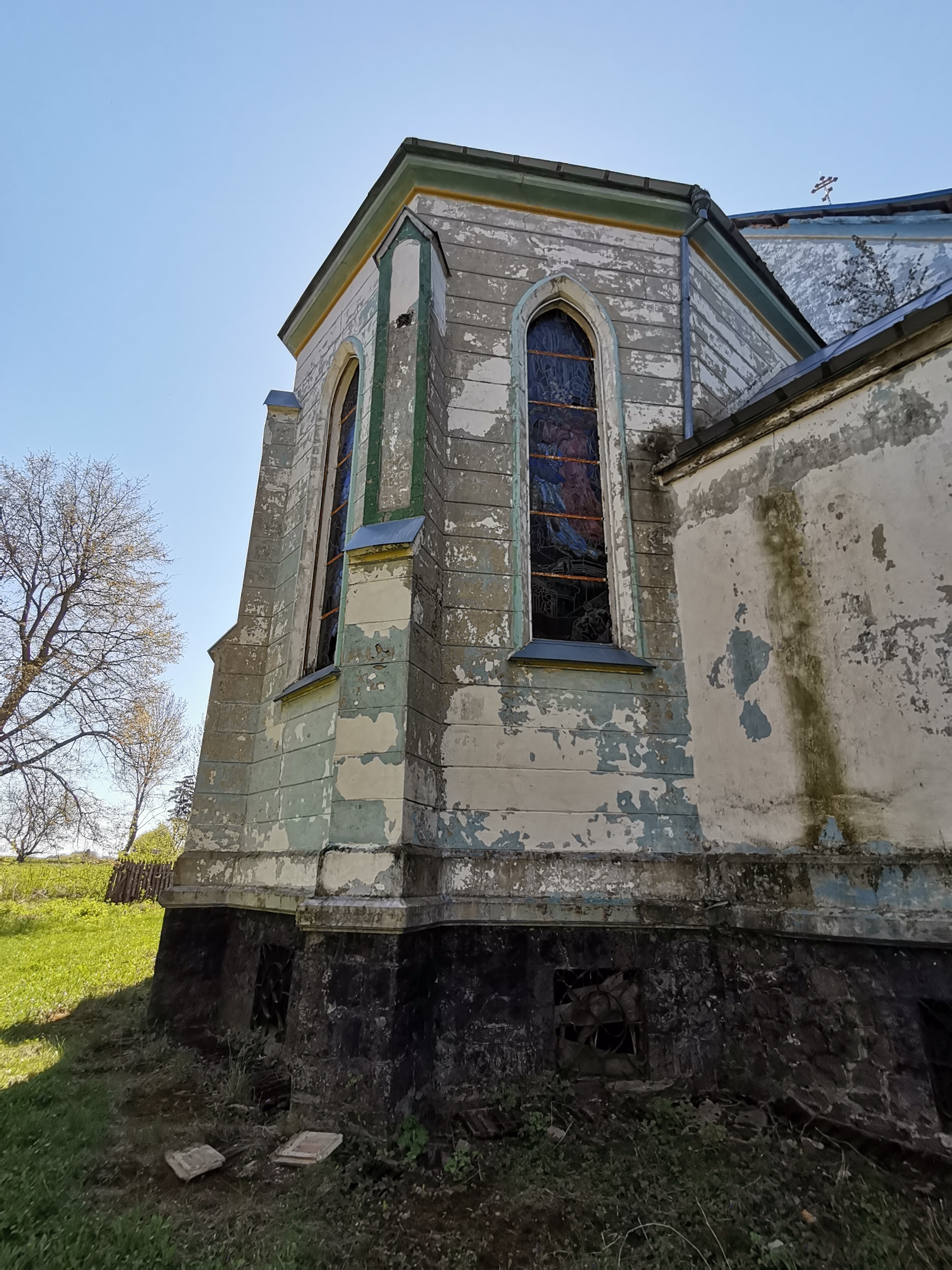
Вид ззаду
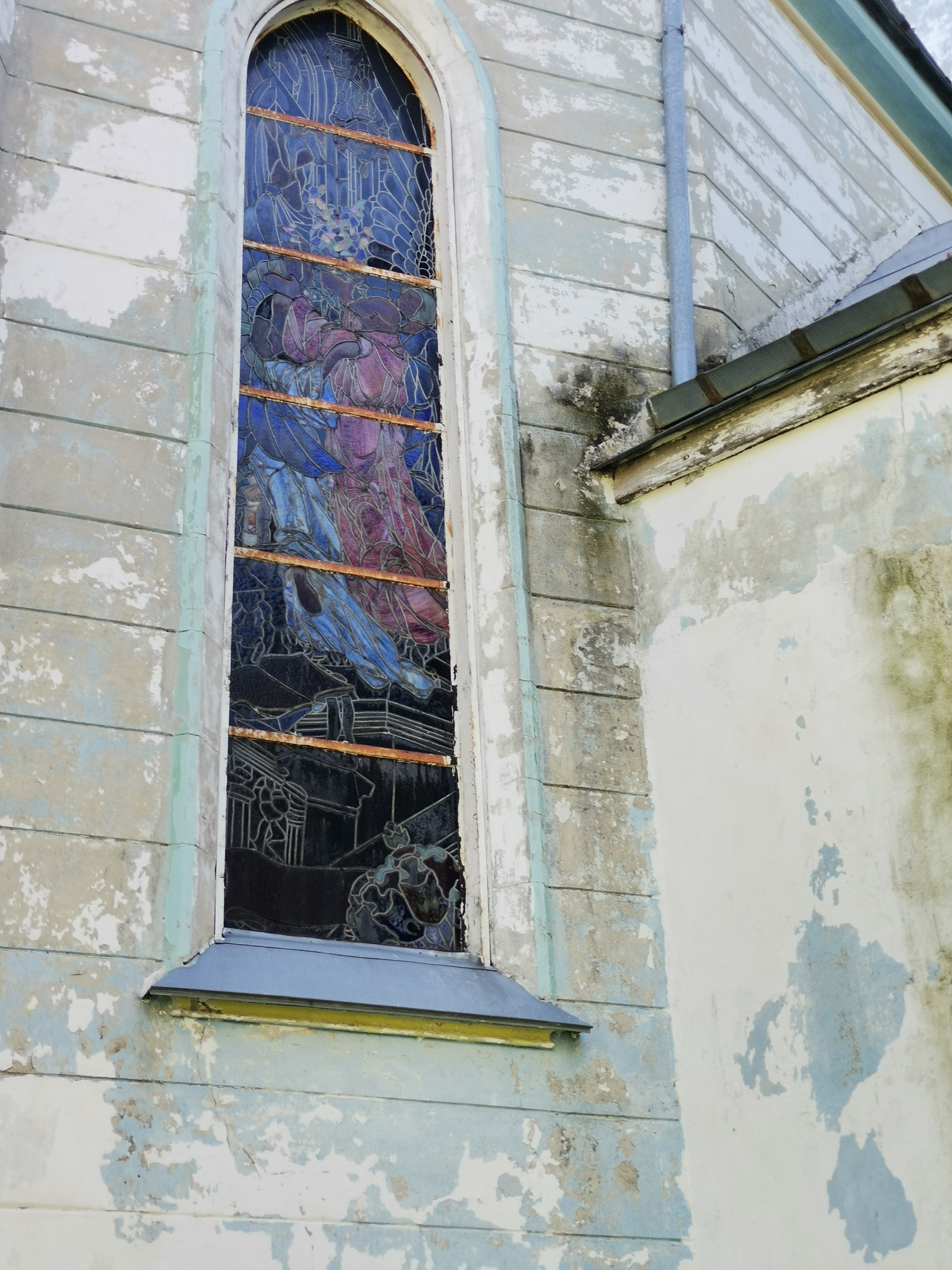
Вітраж